# Fibroscopio

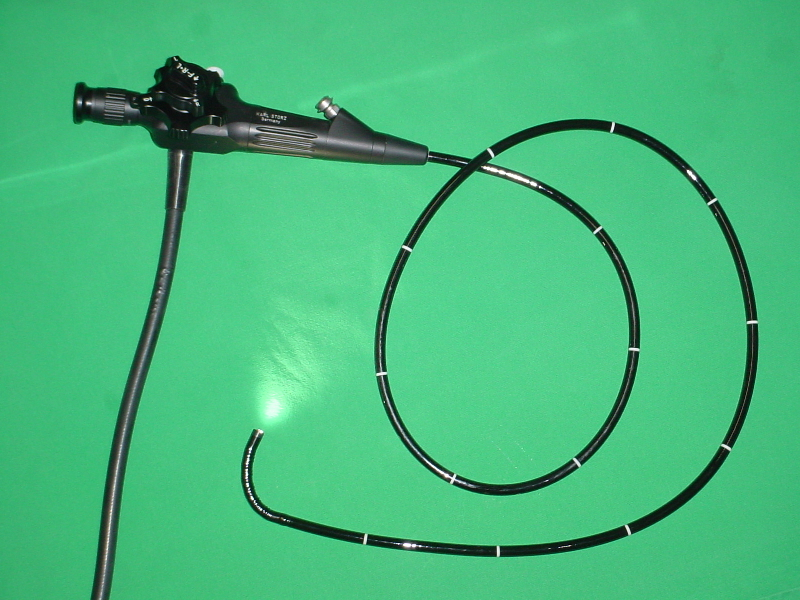
Un endoscopio flessibile utilizzato in medicina

Il fibroscopio è un particolare tipo di endoscopio costituito da fibre ottiche, molto apprezzato per la sua flessibilità.

## Caratteristiche
Il fibroscopio è un tubo dal diametro compreso solitamente tra i 6 e i 10 mm e dalla lunghezza variabile da 1 m fino a oltre 20 m, costituito da un fascio di fibre ottiche. Grazie alle proprietà della fibra ottica le immagini vengono trasmesse da un capo all'altro del fascio.
Nella parte iniziale del fibroscopio è applicato un dispositivo diverso a seconda dell'uso che andrà a svolgere: un monocolo, una fotocamera o una videocamera, uno schermo LCD o un semplice cavo per la trasmissione delle immagini al computer. Nella parte finale vi è invece una lente.
L'eventuale illuminazione necessaria durante l'uso del fibroscopio viene fornita all'inizio del tubo, e sempre sfruttando le proprietà di riflessione interna della fibra ottica, arriva fino alla parte finale fornendo luce alla zona da osservare.

## Utilizzi

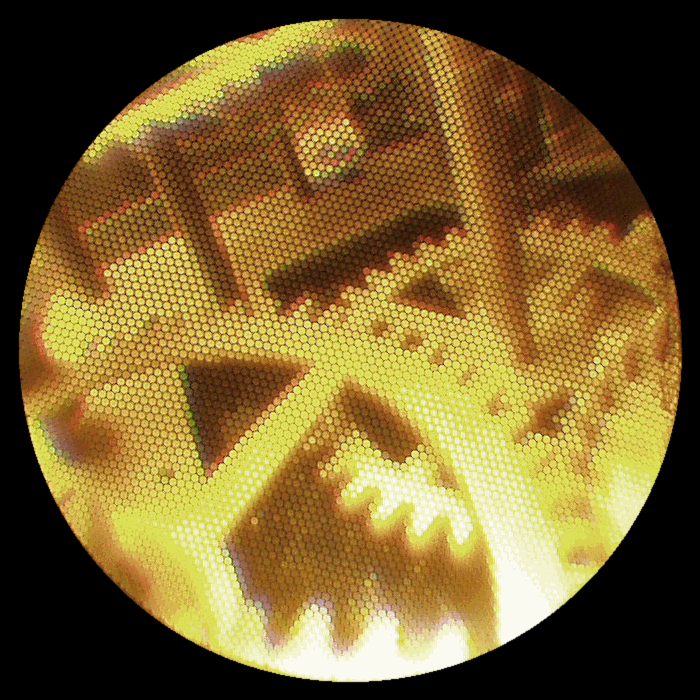
Gli ingranaggi di un orologio visti per mezzo di un fibroscopio

Il fibroscopio trova impiego in svariati campi in cui è necessario osservare aree irraggiungibili ad occhio nudo.
- Medicina

In medicina il fibroscopio viene utilizzato per analizzare gli organi interni durante le endoscopie, tipicamente gastroscopie e colonscopie.
- Idraulica

L'utilizzo del fibroscopio in idraulica è di fondamentale importanza per l'ispezione di tubature e scarichi, alla ricerca di ostruzioni o perdite.
- Meccanica

Un'applicazione del fibroscopio è rivolta all'analisi delle giunture e delle saldature interne di un macchinario o di un oggetto, quando non sia necessario o possibile smontarlo.
- Tattica militare

Un utilizzo inconsueto del fibroscopio ad opera del personale militare e di polizia vede l'impiego dell'attrezzo per l'ispezione di stanze prima dell'irruzione. Può essere usato al di sotto di una porta o oltre gli angoli per visualizzare l'interno della stanza senza esporsi. È in dotazione alle forze speciali di diversi Paesi.